# Ad mortem festinamus
Ad mortem festinamus ist ein mittelalterliches Tanzlied, das in seiner unter diesem Titel bekannten Fassung im Llibre Vermell de Montserrat von 1399 erhalten ist. Während diese Fassung die Zeile Ad mortem festinamus, peccare desistamus („Wir eilen dem Tod entgegen, wollen nicht mehr sündigen“) an den Anfang stellt, findet sich in einer französischen Handschrift von 1267 eine ältere Fassung, die mit den im Llibre Vermell danach folgenden Worten Scribere proposui („Ich habe mir vorgenommen, zu schreiben...“) beginnt, unter welchem Titel das Lied ebenfalls bekannt ist.
Der kirchenlateinische Text des Liedes handelt von Weltverachtung und dem Verlangen, angesichts des unvermeidlichen Todes nicht mehr zu sündigen. Der Musikhistoriker Otto Ursprung zog dieses Lied 1921 heran, um die These aufzustellen, Spanien sei das Ursprungsland der Totentänze, was vom Totentanzforscher Hellmut Rosenfeld jedoch zurückgewiesen wurde. Rosenfeld erklärt, dass Ad mortem festinamus „auch wenn es von Montserratpilgern zum Reigen gesungen wurde, kein Totentanzlied, sondern ein Bußlied“ sei. Der Text sei der Tanzmelodie erst nachträglich untergelegt worden. Außerdem sei die Entstehung in Spanien nicht gesichert.
Zwei Strophen des Studentenlieds Gaudeamus igitur weisen enge textliche Parallelen zu Ad mortem festinamus beziehungsweise Scribere proposui auf, wobei eine der betreffenden Strophen in der Handschrift von Montserrat fehlt.
Das Lied wurde im Mittelalterrock mehrfach neu vertont, unter anderem durch Qntal (Qntal I, 1992) und Subway to Sally  (Mitgift, 2014), und war in dieser Form unter „Mittelalterfans“ und Anhängern der Gothic-Kultur erfolgreich.